# Mobilfunkturm Bechtolsheim

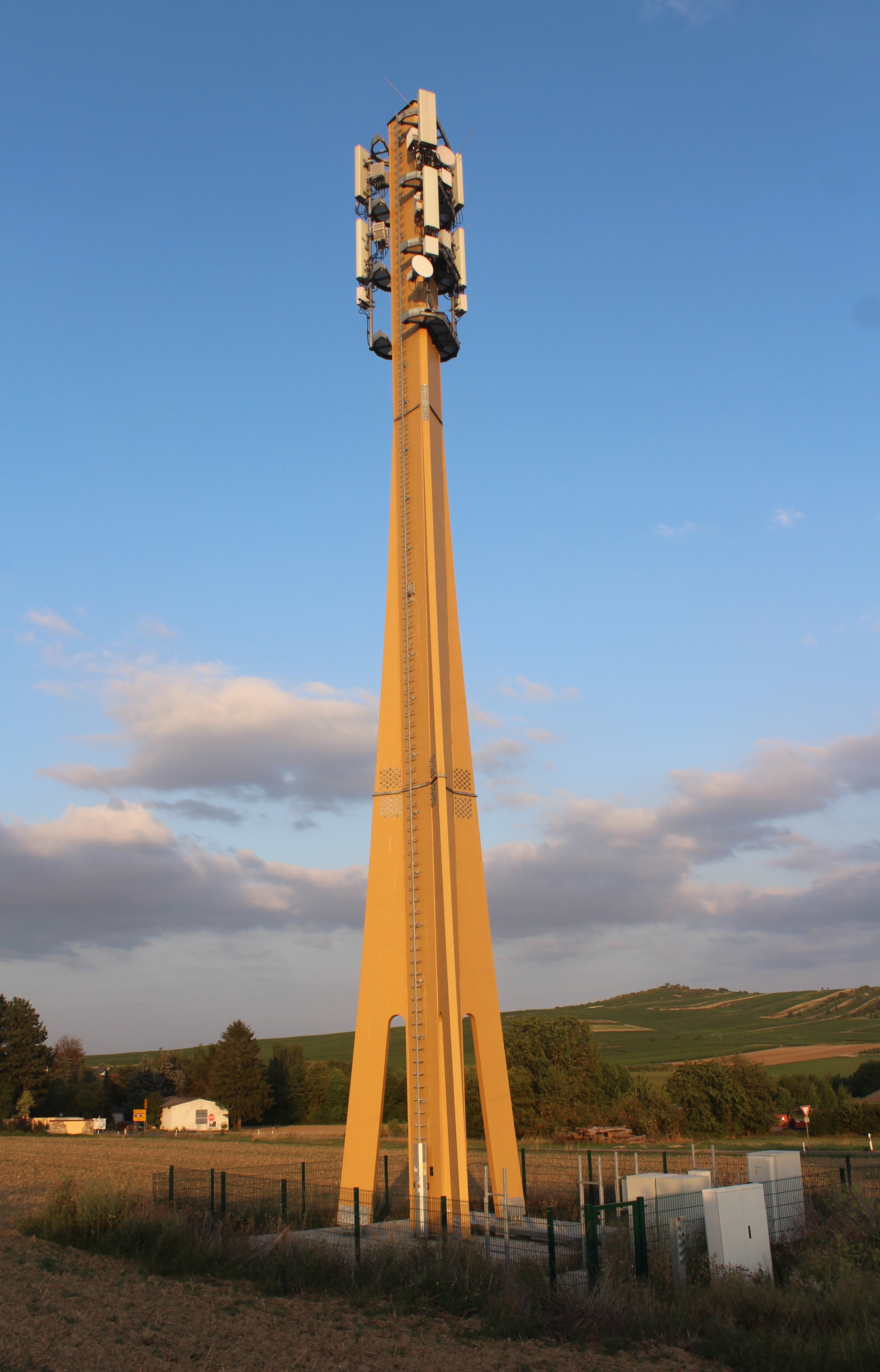
Mobilfunkturm Bechtoplsheim

Der Mobilfunkturm Bechtolsheim ist neben dem Funkturm Rottenbuch einer von zwei Sendetürmen für Mobilfunk in Deutschland, die aus Holz gebaut sind. Der 30 m hohe Mobilfunkturm Bechtolsheim wurde 2023 von der finnischen Firma Ecotelligent errichtet, um eine bessere Abdeckung des Gebietes um Bechtolsheim zu erreichen und weil der Mietvertrag der Mobilfunkbetreiber für ein Scheunendach von Raiffeisen in Bechtolsheim auslief. Er ist Eigenturm von Vantage Towers, der Funkturmsparte von Vodafone.
Ursprünglich war der Bau eines 50 m hohen konventionellen Mobilfunkturms aus Beton geplant, doch gab es gegen diese heftige Proteste, weil er das Landschaftsbild verunstalten würde.